# Alytes
Genre
Synonymes
- Obstretricans Dugès, 1834
- Ammoryctis Lataste, 1879
- Baleaphryne Sanchíz & Adrover, 1979 "1977"

Alytes est un genre d'amphibiens de la famille des Alytidae.

## Répartition

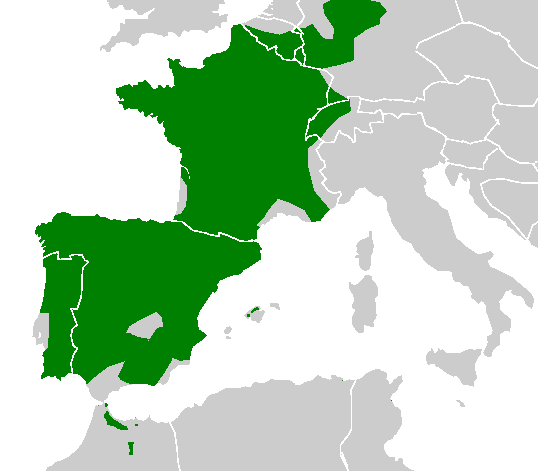
Aire de répartition

Les cinq espèces de ce genre se rencontrent en Europe occidentale et au Maroc.

## Habitat
Ce petit crapaud au chant fluté apprécie les zones caillouteuses humides et oligotrophes. De jour, l'adulte se cache sous les pierres hors de l'eau.
C'est un crapaud non forestier qui colonise assez facilement de nouveaux habitats (mares, grandes ornières, carrières inondées...) à condition qu'ils ne soient pas trop éloignés.

## Éthologie

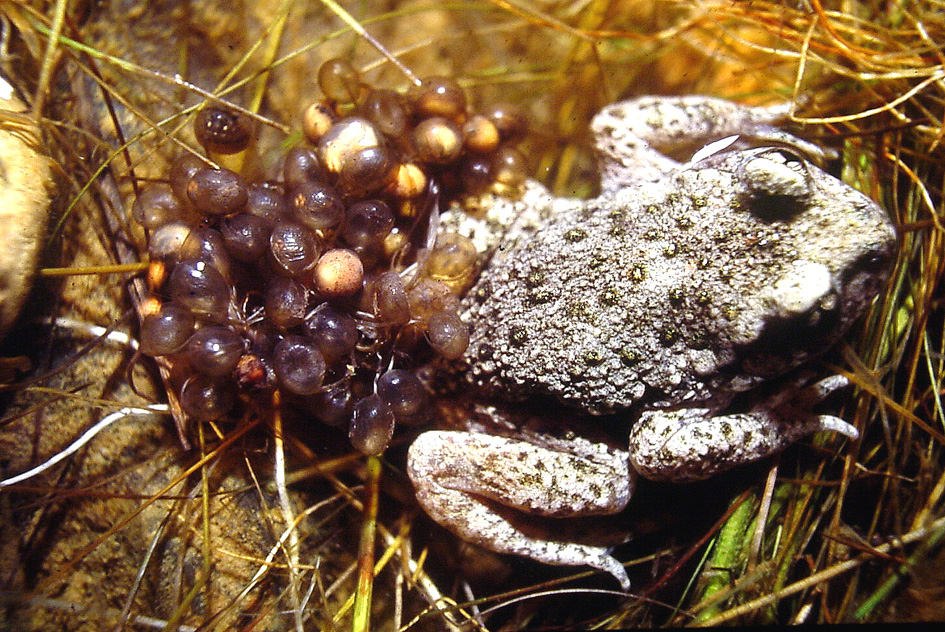
Le mâle amène une dernière fois les œufs à la mare. Les têtards s'agitent et percent la membrane des œufs pour s'éparpiller et entamer leur vie aquatique. Leur couleur les rend presque indétectables lorsqu'ils sont posés sur le fond.

Particularité unique chez les amphibiens, le mâle s'occupe des œufs, dont il enroule les rubans pondus par la femelle, tout en les fécondant, autour de ses pattes arrière. Il les protège hors de la mare, et les y ramène, la nuit ou toutes les deux nuits, pour les humidifier. 
Si l'eau est froide, que la ponte a été tardive, ou que l'alimentation manque, le têtard peut passer l'hiver suivant dans la vase et prendre une taille anormalement grande avant de cesser de s'alimenter au printemps suivant pour se transformer en un jeune crapaud, de taille normale.

## Liste des espèces
Selon Amphibian Species of the World (15 mars 2020) :
- Alytes almogavarii Arntzen and García-París, 1995
- Alytes cisternasii Boscá, 1879
- Alytes dickhilleni Arntzen & García-París, 1995
- Alytes maurus Pasteur & Bons, 1962
- Alytes muletensis (Sanchíz & Adrover, 1979)
- Alytes obstetricans (Laurenti, 1768) — alyte accoucheur ou crapaud accoucheur.

## Galerie

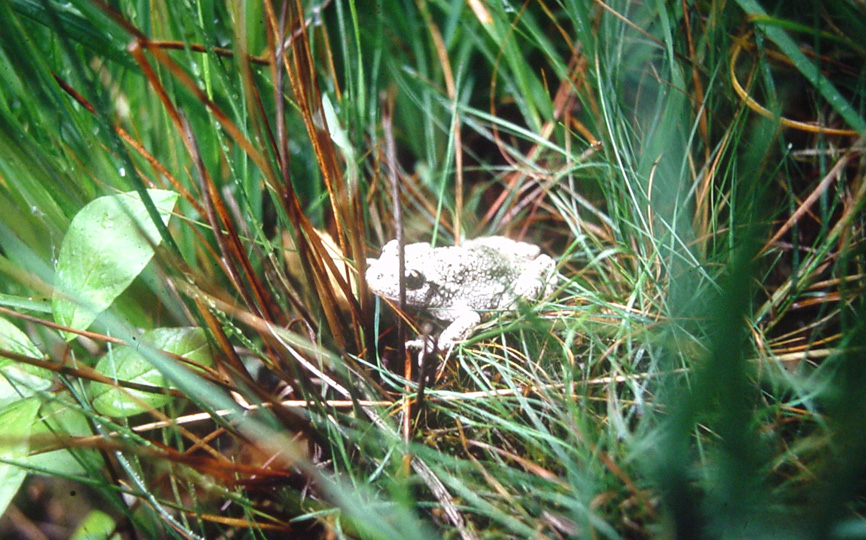
Adulte dans les joncs (Landes paratourbeuses du Plateau d'Helfaut, Pas-de-Calais, France)
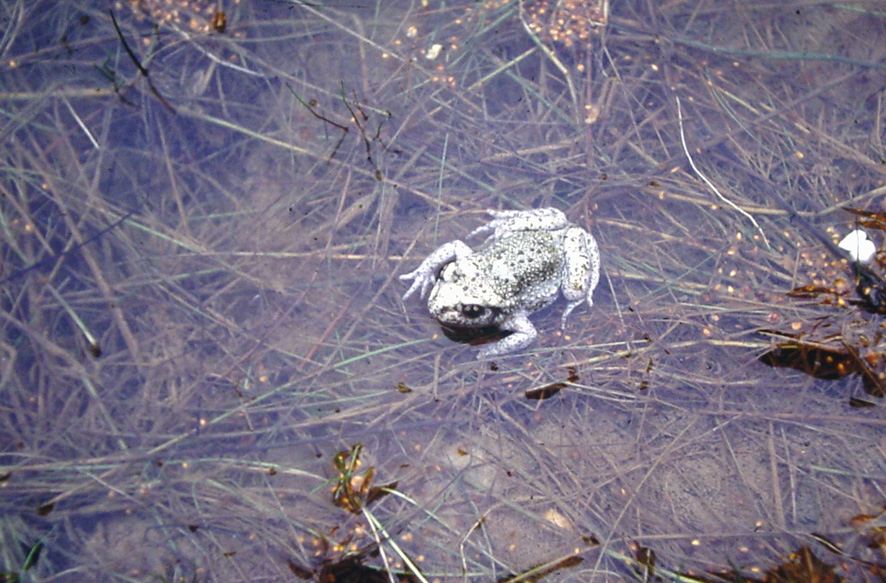
Adulte dans l'eau (Landes paratourbeuses du Plateau d'Helfaut, Pas-de-Calais, France)
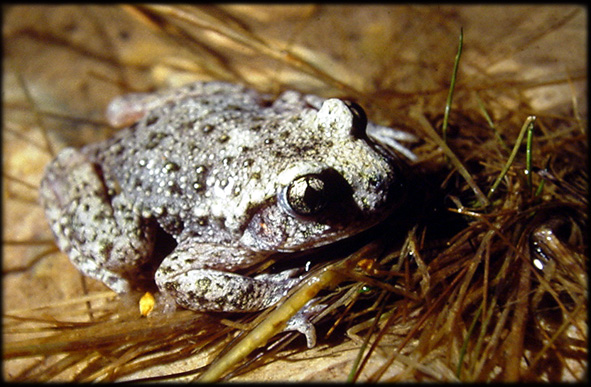
Adulte dans l'eau (Landes paratourbeuses du Plateau d'Helfaut, Pas-de-Calais, France)

## Publication originale
- Wagler, 1830 : Natürliches System der Amphibien : mit vorangehender Classification der Säugethiere und Vögel : ein Beitrag zur vergleichenden Zoologie. München p. 1-354 (texte intégral).